# Егг (Цюрих)
Егг (нім. Egg ZH) — громада  в Швейцарії в кантоні Цюрих, округ Устер.

## Географія
Громада розташована на відстані близько 105 км на північний схід від Берна, 14 км на південний схід від Цюриха.
Егг має площу 14,5 км², з яких на 18,7% дозволяється будівництво (житлове та будівництво доріг), 57,1% використовуються в сільськогосподарських цілях, 23,2% зайнято лісами, 1% не є продуктивними (річки, льодовики або гори).

## Демографія
2019 року в громаді мешкало 8796 осіб (+10% порівняно з 2010 роком), іноземців було 19,9%. Густота населення становила 605 осіб/км².
За віковим діапазоном населення розподілялося таким чином: 20,1% — особи молодші 20 років, 58,7% — особи у віці 20—64 років, 21,2% — особи у віці 65 років та старші. Було 3814 помешкань (у середньому 2,3 особи в помешканні).
Із загальної кількості 2469 працюючих 152 було зайнятих в первинному секторі, 440 — в обробній промисловості, 1877 — в галузі послуг.